# Пасаж (Одеса)
Пасаж Менделевичів — історична будівля Одеси, з магазинами, торговою галереєю, квартирами та готелем. Пам'ятка історії та архітектури кінця XIX — початку XX століття. Розташована на перетині вулиць Преображенської й Дерибасівської.

## Історія

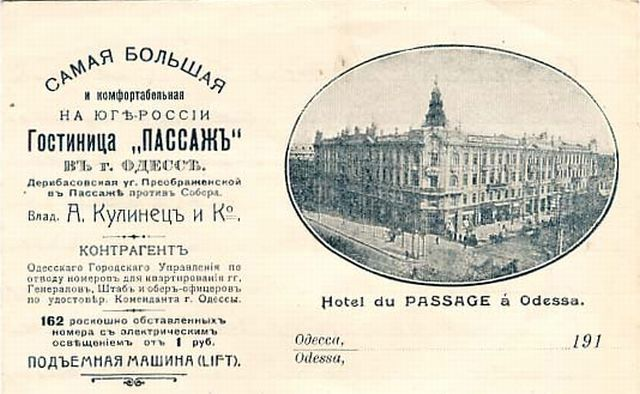
Поштовий конверт 1910-х років з зображенням будинку до пожежі 1901 року

у кінці XVIII століття ділянку отримали під забудову деякі два російські офіцери. У 1822 році ділянка придбана підприємцем М. Крамарьовим, де він спорудив великий будинок. У будинку Крамарева мешкав брат Пушкіна — Лев Сергійович, що служив чиновником на Одеській митниці. Тривалий час ділянка належала колезькій асесорці Ганні Синициній. У ІІ-й половині ХІХ ст. на ділянці з'явились нові дворові флігелі.
Наприкінці 1890-х років ділянку придбав Мойсей Якович Менделевич, — купець першої гільдії, глава експортної компанії, що займалася хлібною торгівлею. Пасаж будувався для братів Мойсея і Юхима Менделевичів протягом 1898- початку 1900 років, авторами проєкту були архітектори Лев Влодек (також здійснював нагляд), художники архітектури Товій Фішель і Самуїл Мільман. Освячено пассаж Менделевичів 23 січня (4 лютого) 1900 року. У багатофункціональному будинку на першому поверсі були розташовані магазини, інші поверхи призначалися під оренду, також у будинку були житлові квартири. Після закінчення будівництво значний простір зайняла приватна жіноча гімназія.
30 жовтня (12 листопада) 1901 року сталася велика пожежа яка привела до людських жертв — на верхньому поверсі знаходилась жіноча гімназія, деякі діти загинули, також загинули пожежники під обвалом сходів. Після цього пасаж Менделевичів був відновлений, але без купола та частини скульптурних прикрас на аттику з боку Преображенської вулиці. Під час перебудови приміщення з боку Дерибасівської було перебудовано під готель з однойменною назвою — «Пасаж», який отримав окремий вхід з вулиці.
З боку Дерибасівської у наш час було встановлено декілька меморіальних таблиць, у тому числі на згадку про розташування магазину Фаберже у першій половині 1900-х років (потім переїхав у будинок по сусідству).
Нині у пасажі Менделевичів розміщуються магазини, ресторації, офіси, а також управління готелю «Пасаж».

## Архітектура
Будинок складається з декількох корпусів. Зовнішній корпус має чотири поверхи, а корпуси, що утворюють внутрішню галерею (пасаж) — три поверхи. Окрім головного подвір'я — Г-подібної у плані галереї із входами з обох вулиць існує також окреме ізольоване подвір'я готелю з брамою з боку Дерибасівської, існує і трете подвір'я, що розташоване по східному краї ділянки і призначено для освітлення квартир.
Первісно кутову частину будинку вінчав купол, що згорів у наслідок пожежі. Аттик прикрашав Фасади будинку були оздоблені стилі необароко, головним чином використовувались елементи рококо. Аттик прикрашали барокові вази. На даху з боку Дерибасівській розташовані дві скульптури — Гермес на  паротягу та Діана на судні.
Входи до галереї прикрашають скульптурні групи, що символізують індустрію, землеробство та мистецтво.
Пасаж будівлі оздобленням не поступається головному фасаду й оздоблений численними скульптурами.
На фасаді будинку з боку Преображенській розміщені дати 1898—1899, на куті внутрішньої галереї вказані ті ж дати та автори будинку, на огорожах балконах галереї зображені ініціали власника — ММ, а на мозаїковому панно, що розташовано на стелі проходу з Дерибасівської розміщений надпис автора панно — «К. Юрсъ».

## Галерея

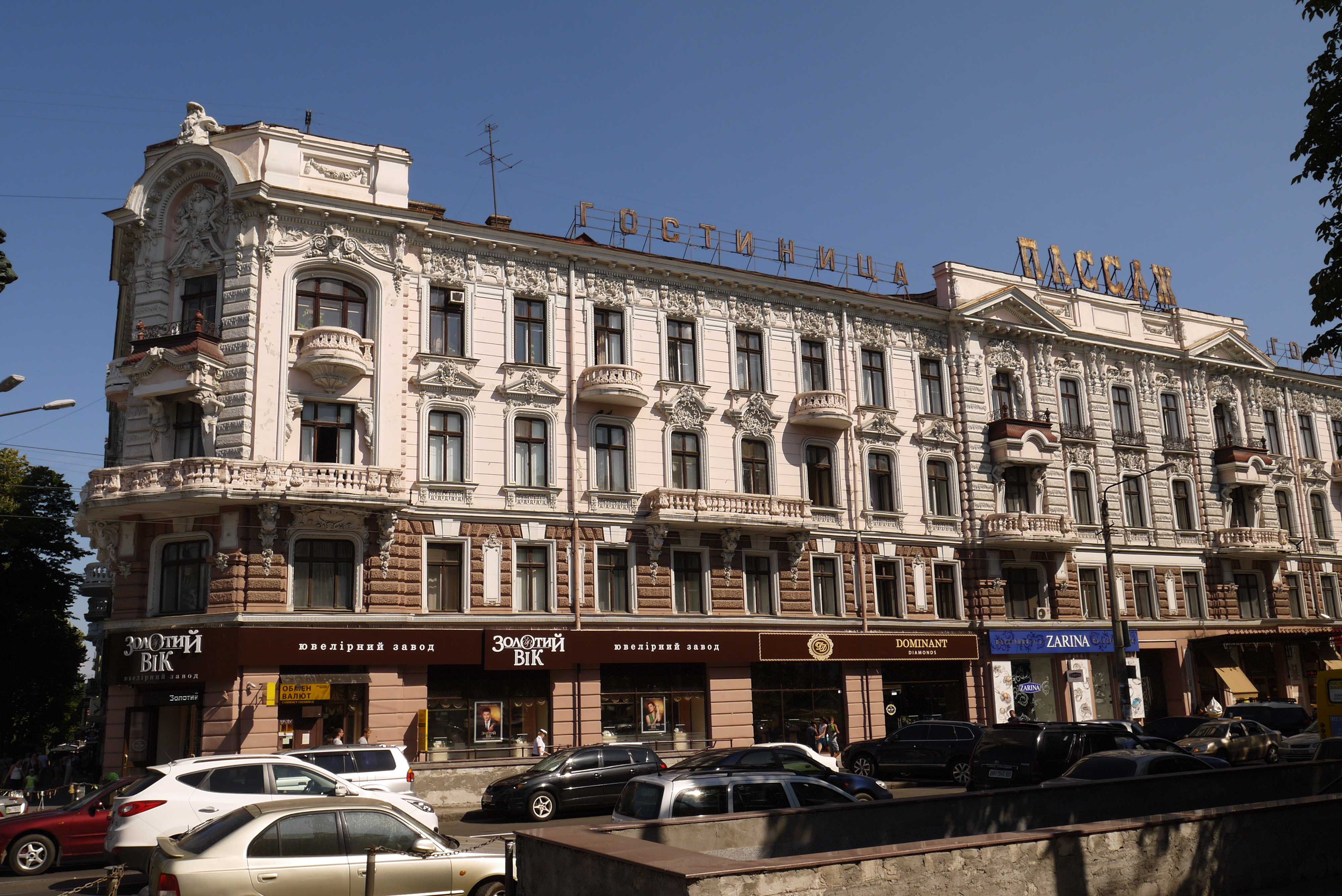
Фасад з боку Дерибасівської
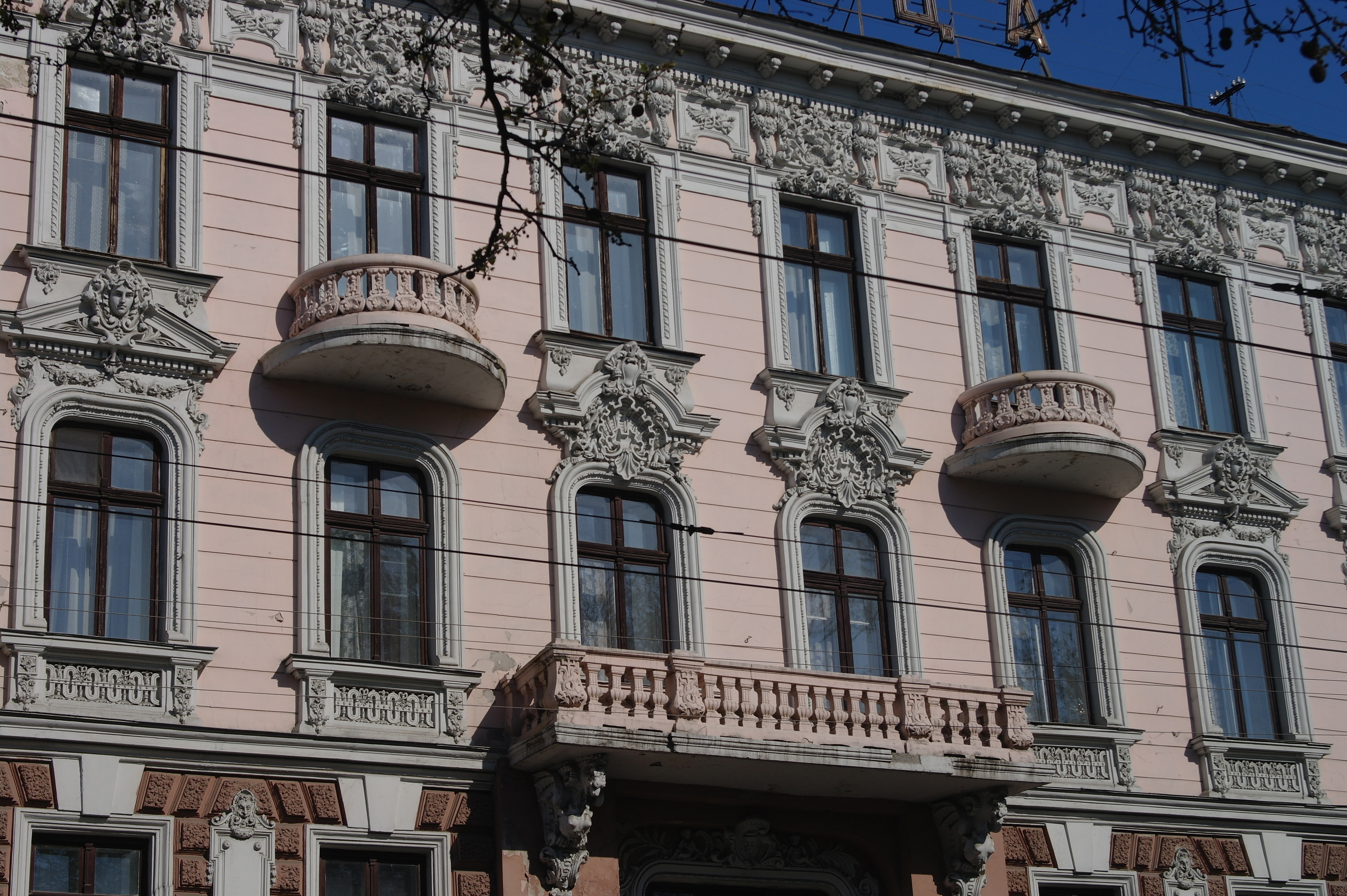
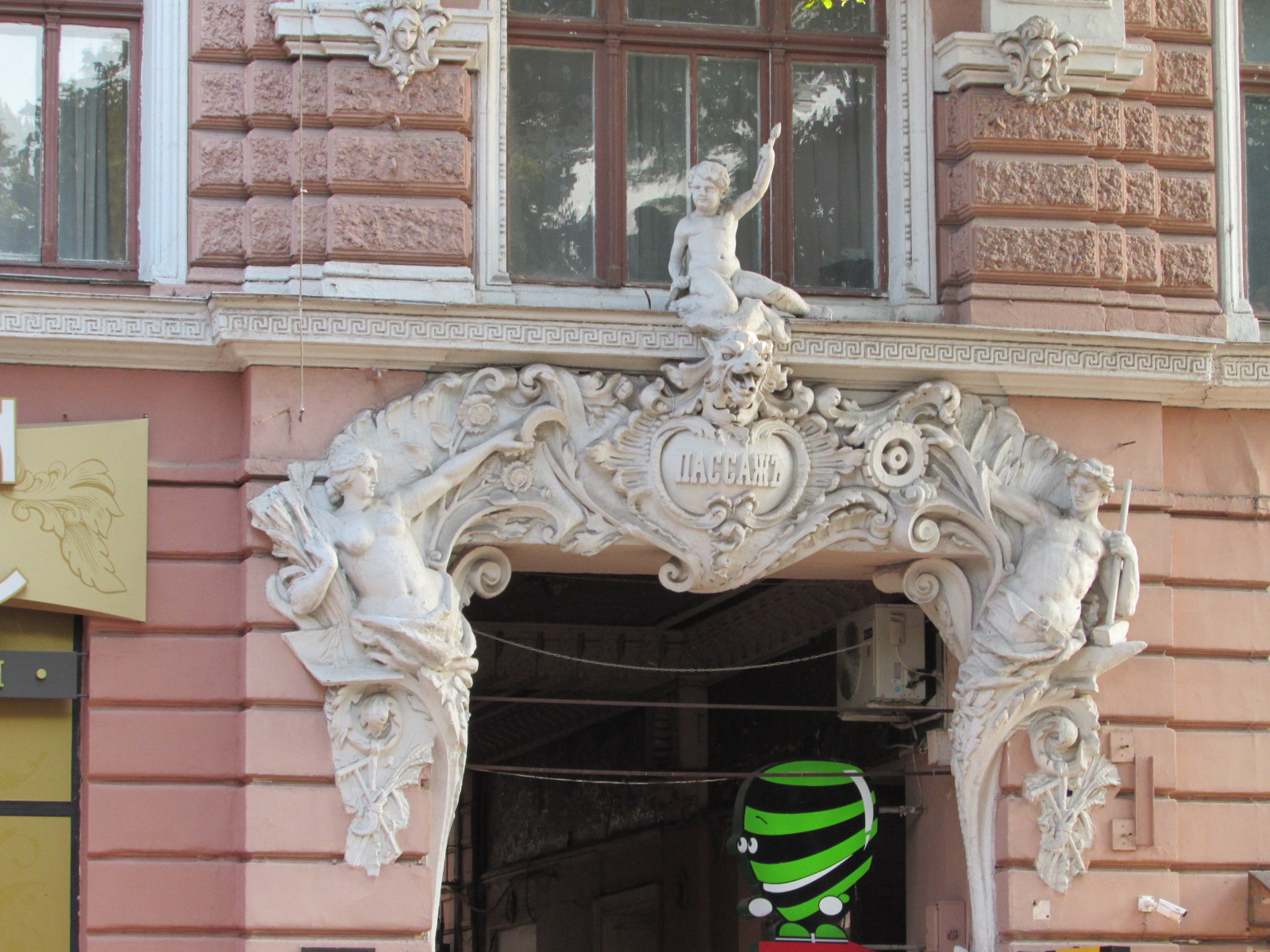
Оздоблення входу до галереї
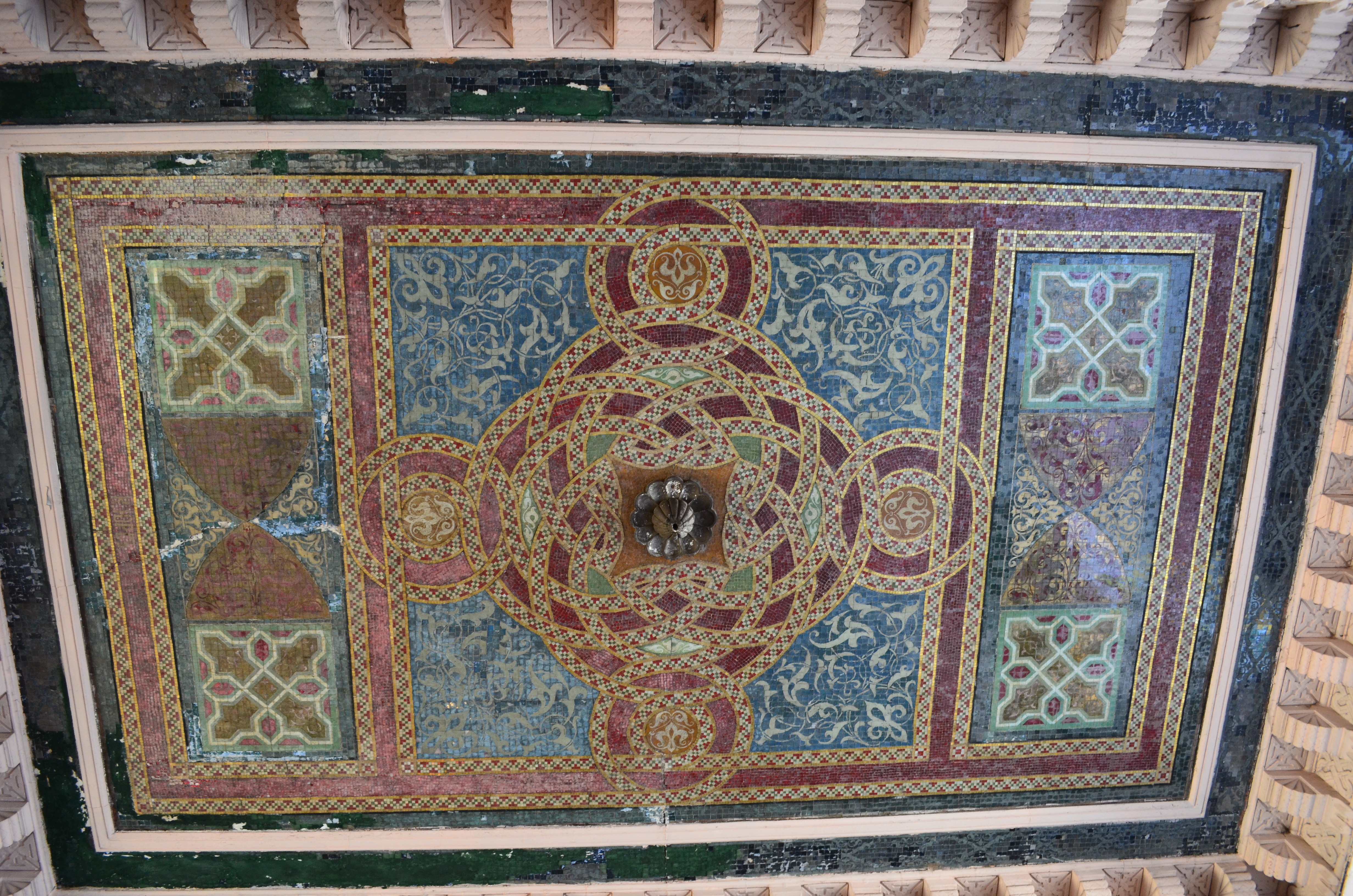
Мозаїкове панно (ліворуч у краю надпис - "К. Юрсъ")
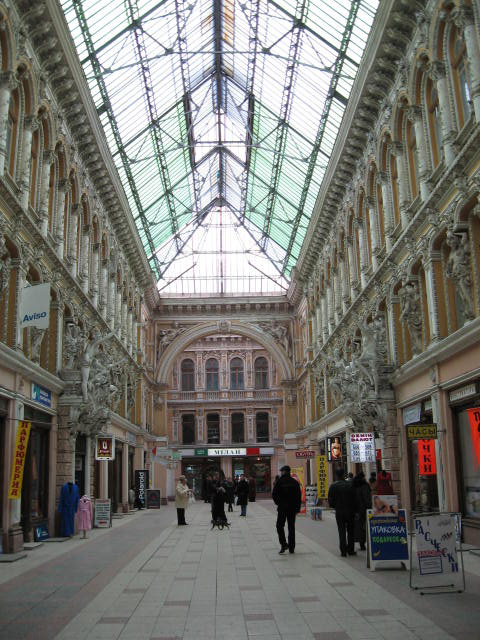
Галерея
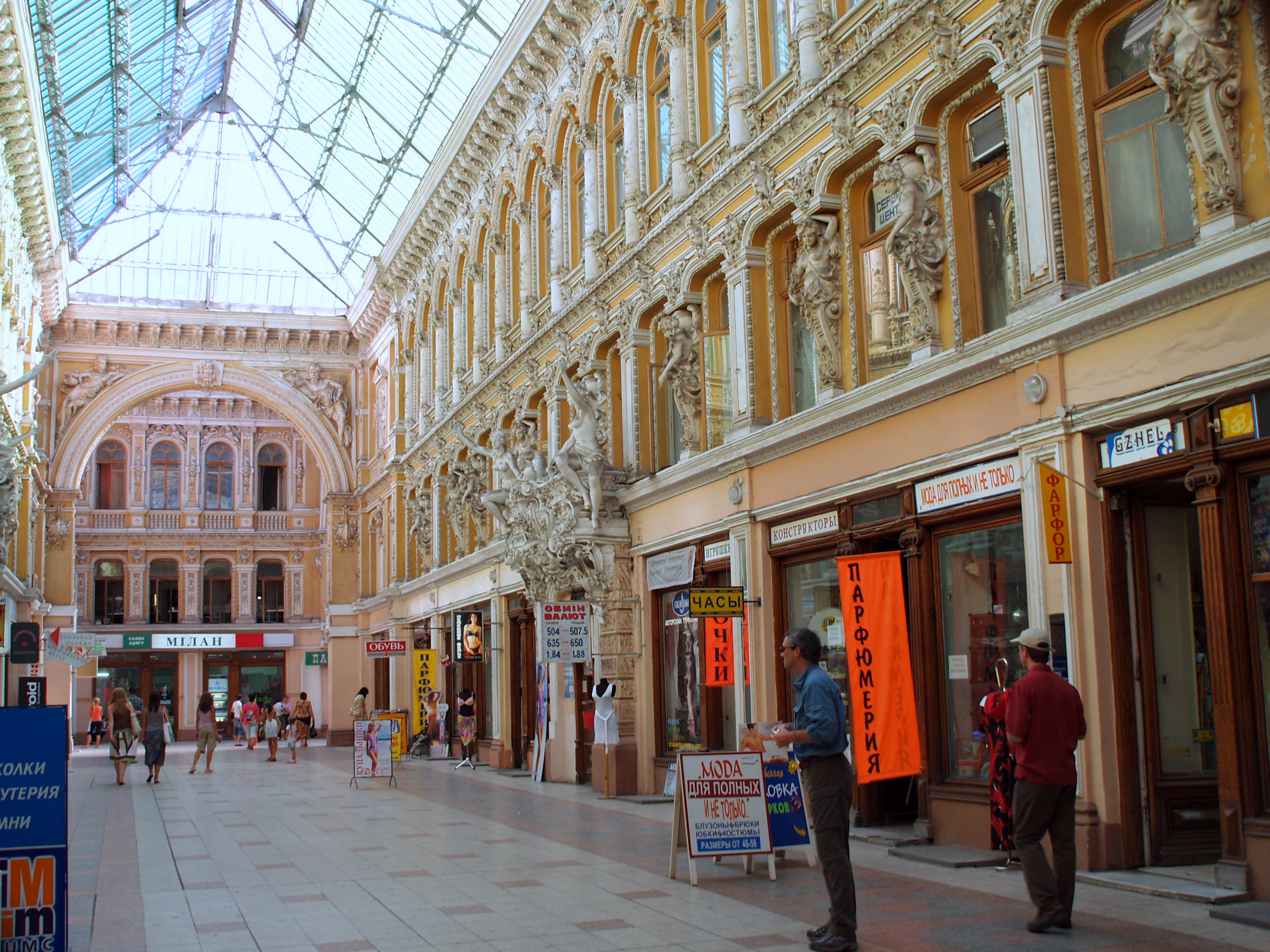
Галерея
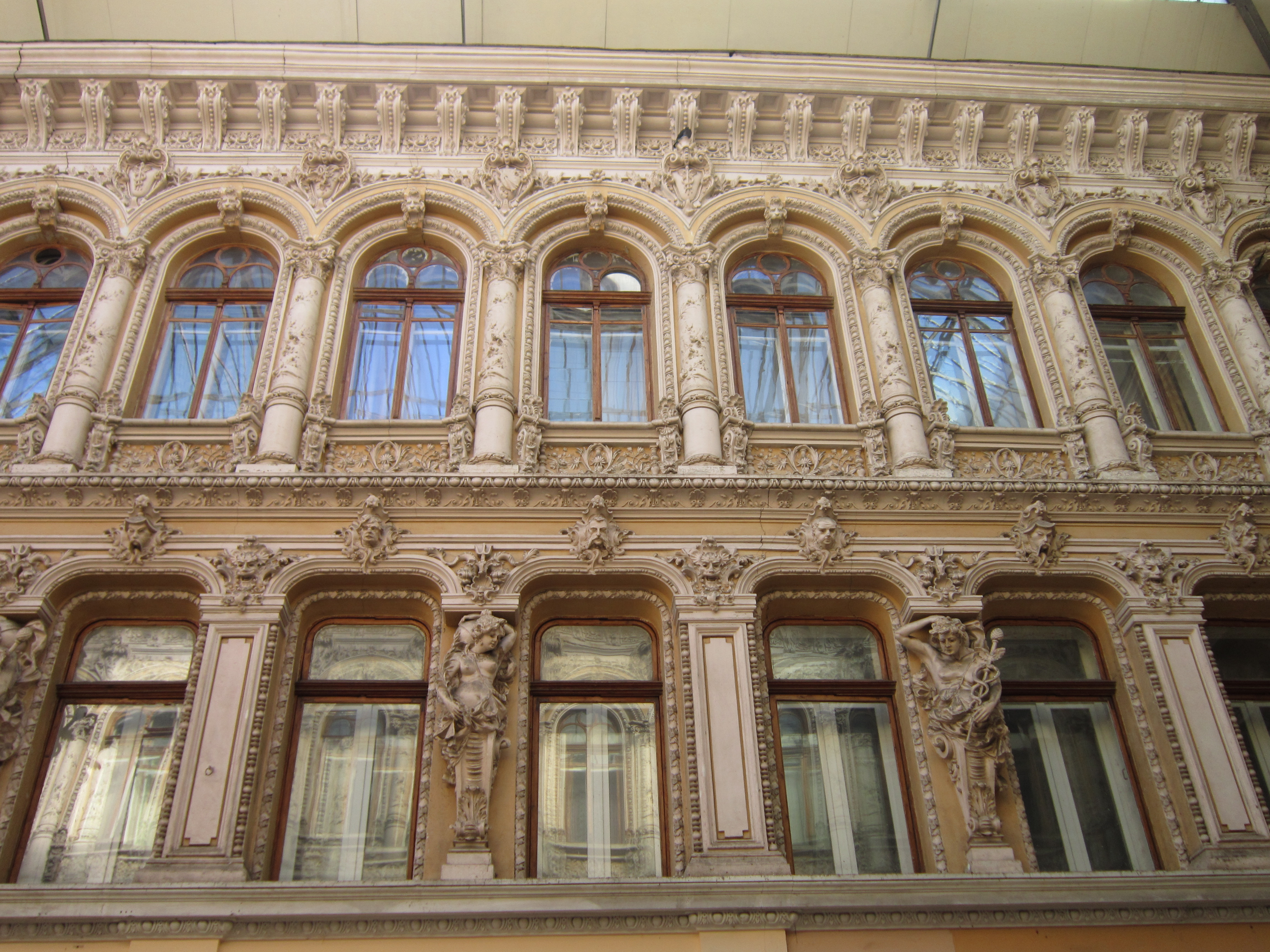
Фасад галереї
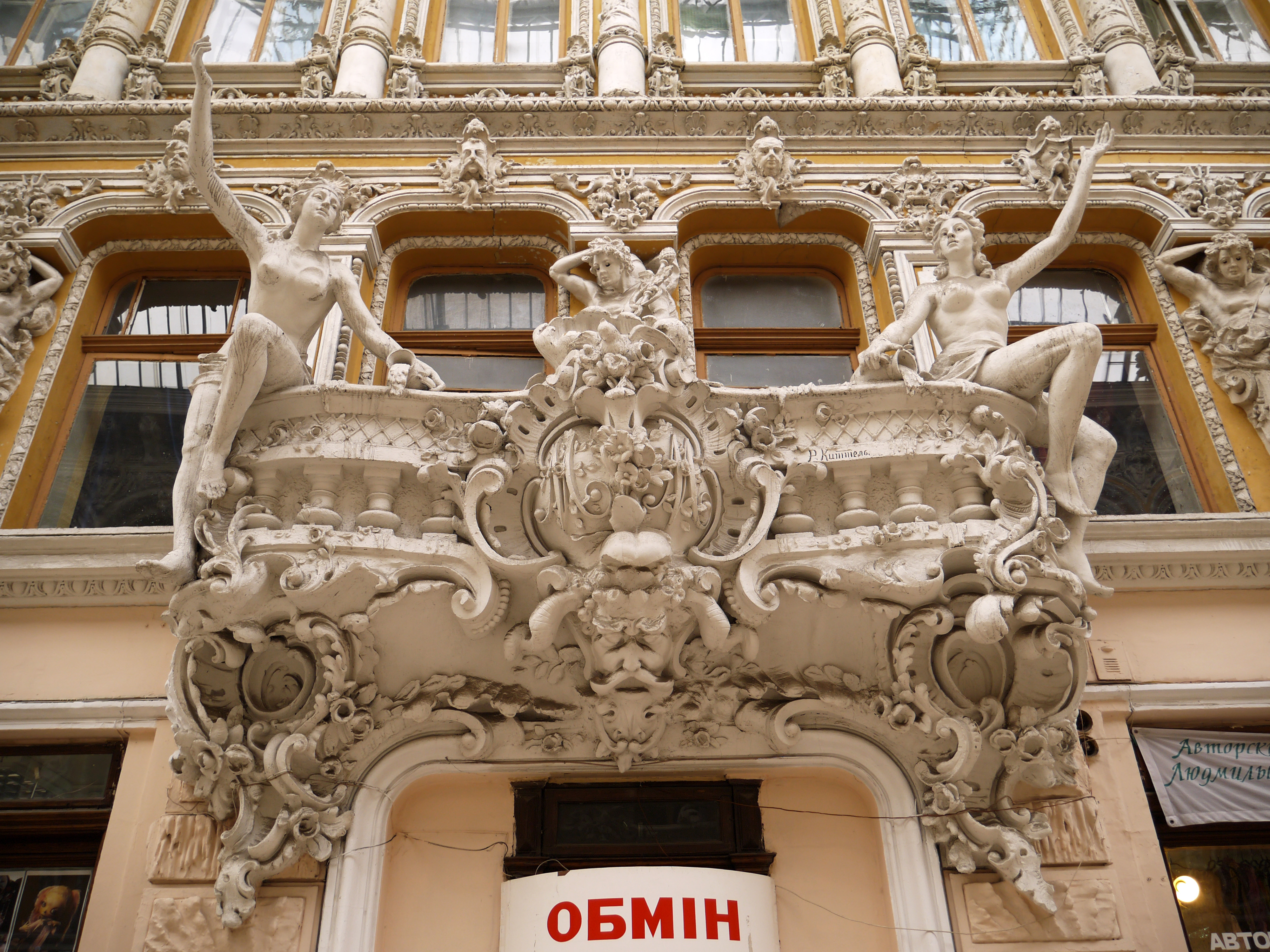
Балкон, що виходить на галерею (з монограмою "ММ" — Моисей Менделевич)
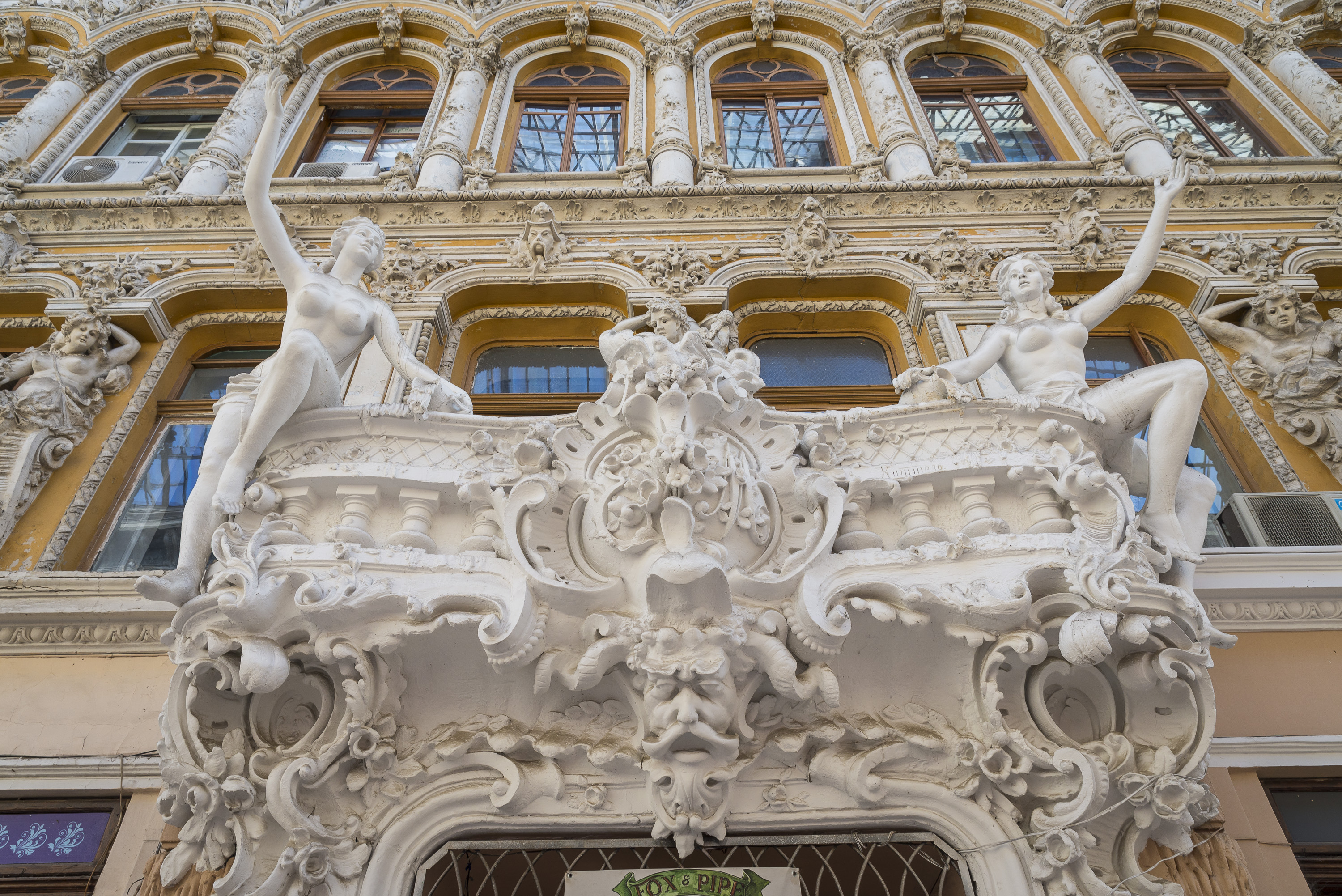
Балкон, що виходить на галерею (з монограмою "ЕМ" — Ефим Менделевич)
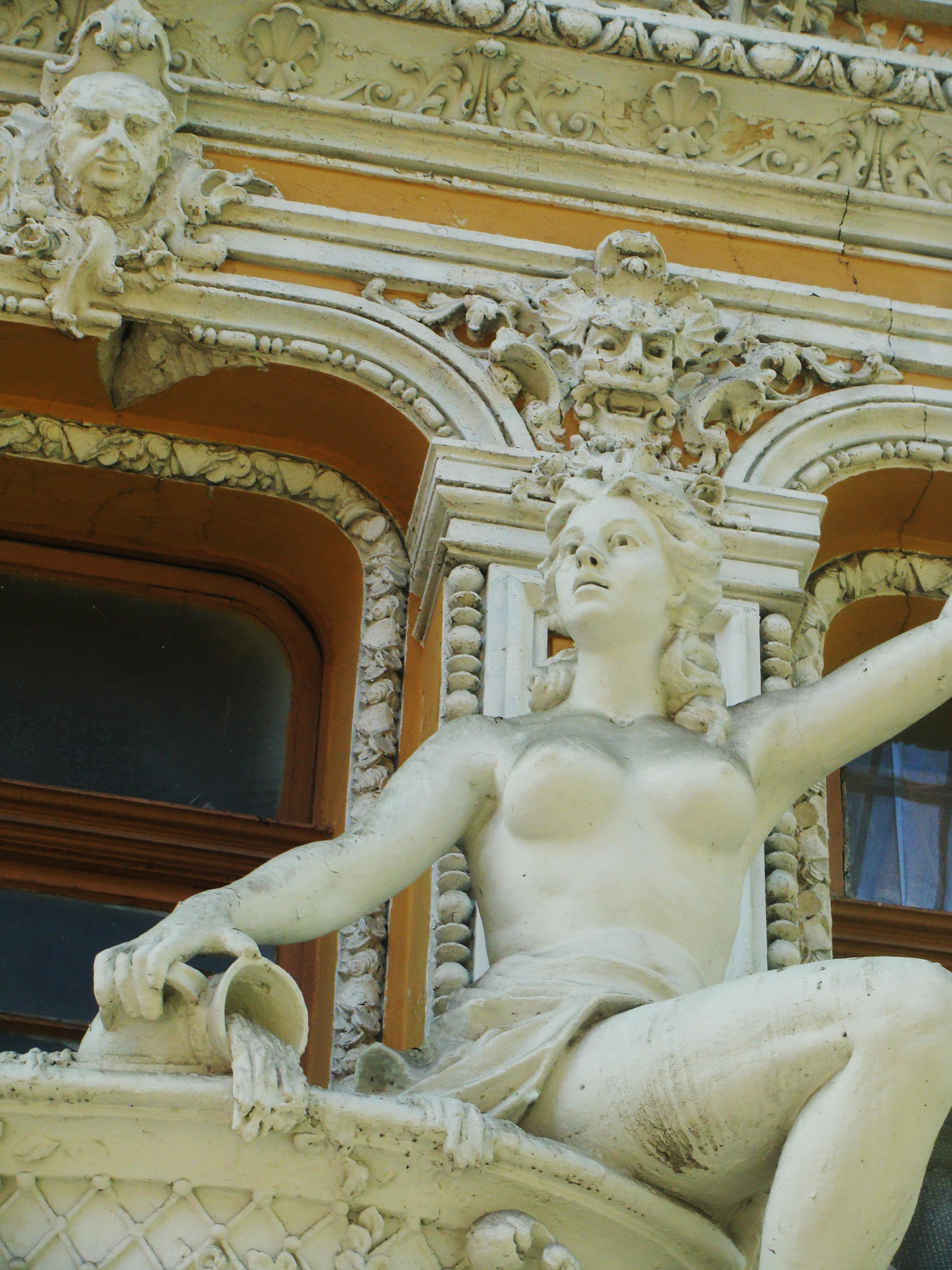
Одна зі скульптур на фасаді галереї
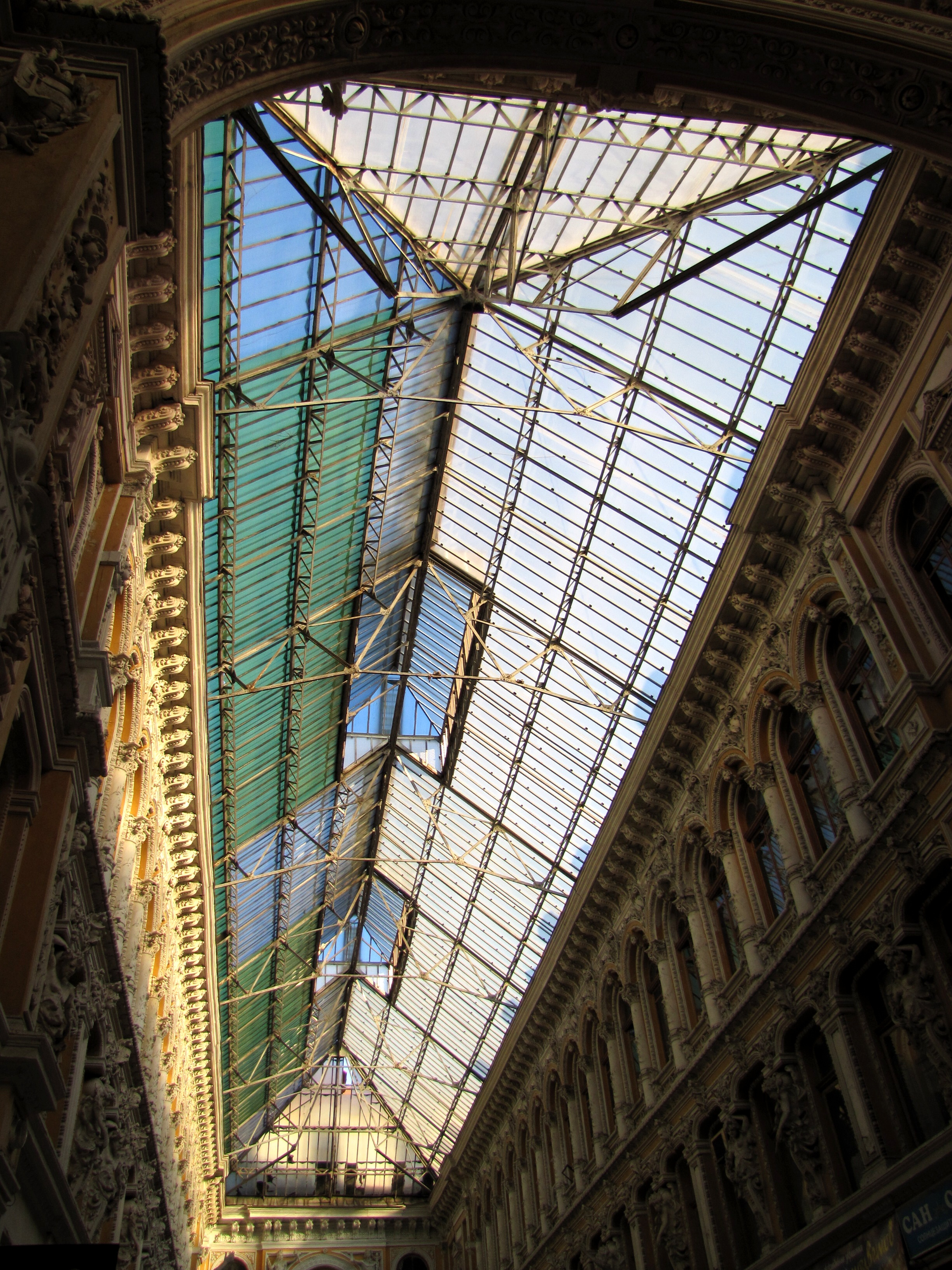
ліхтар
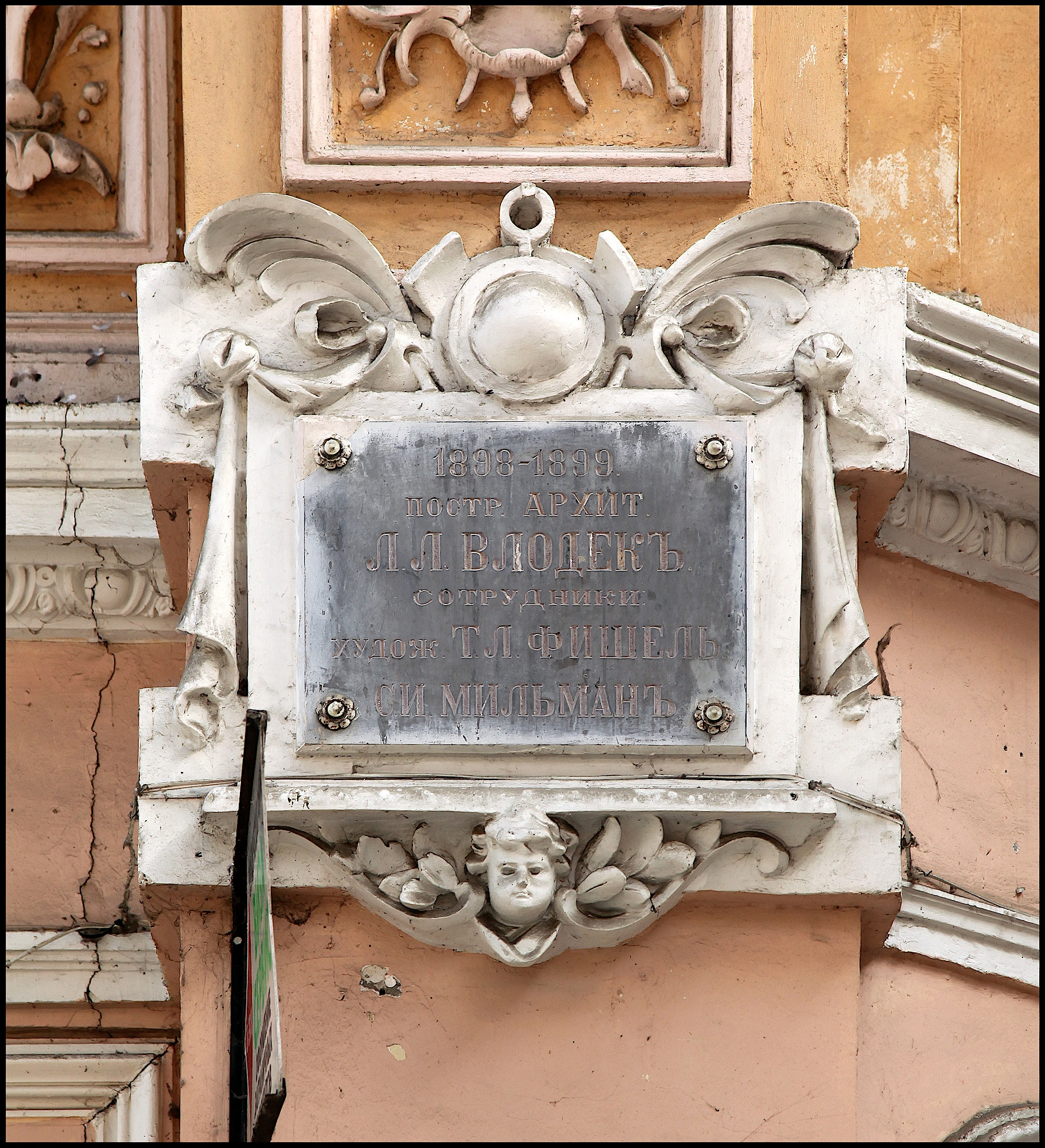
автентична таблиця з вказанням авторів у кутовій частині галереї
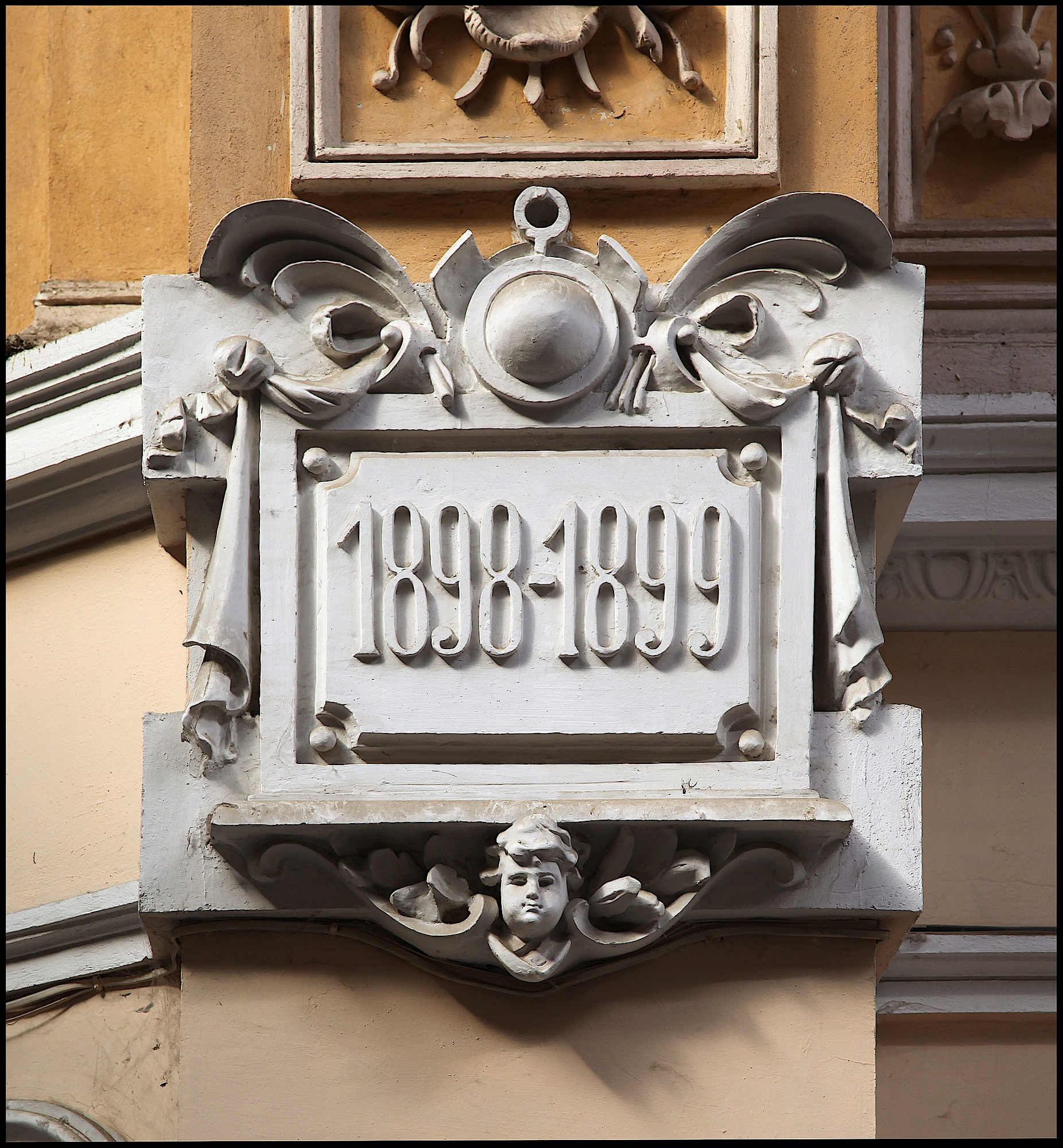
таблиця з датами спорудження у кутовій частині галереї
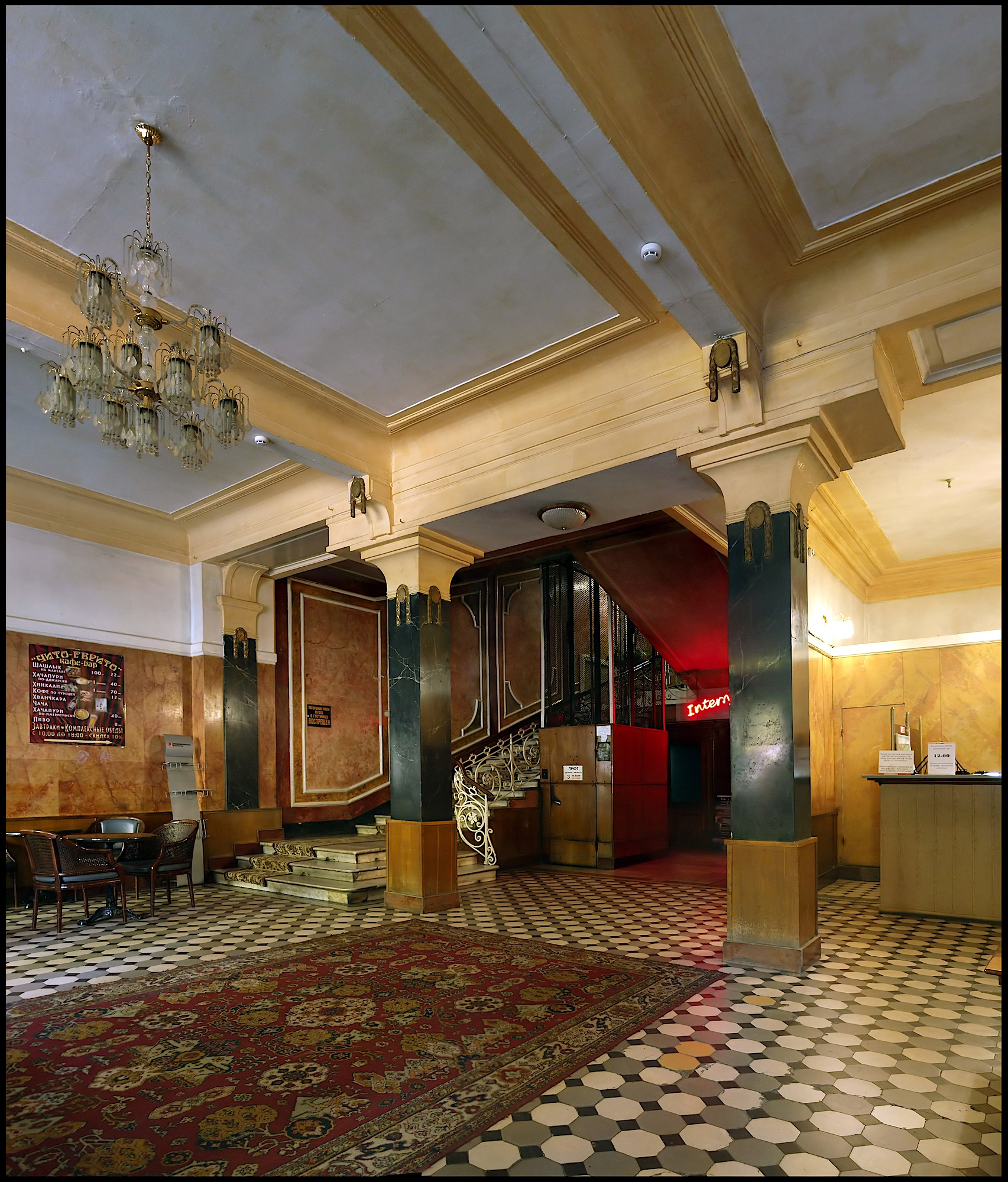
Вестибюль готелю "Пасаж"
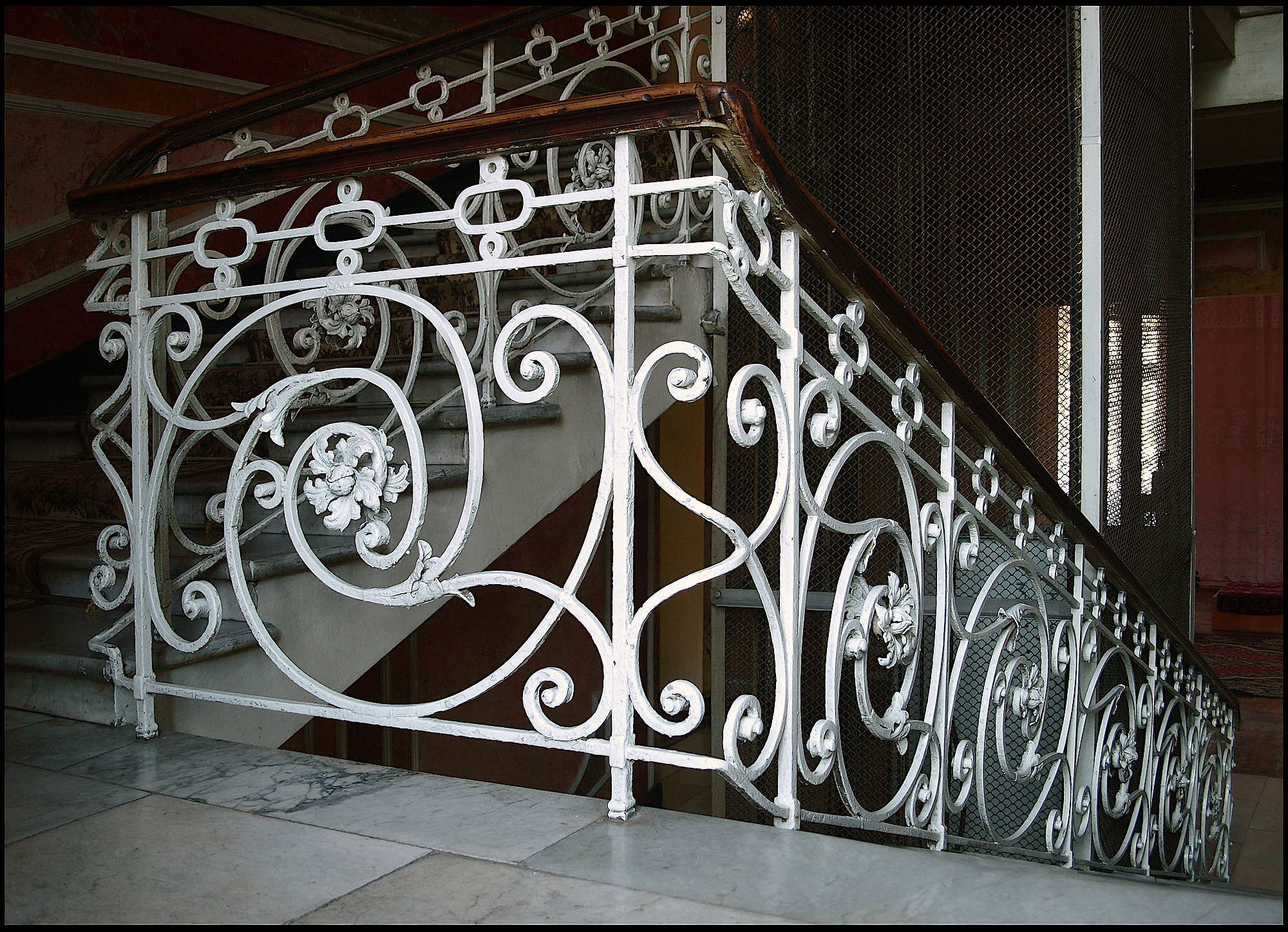
Огорожа сходів готелю
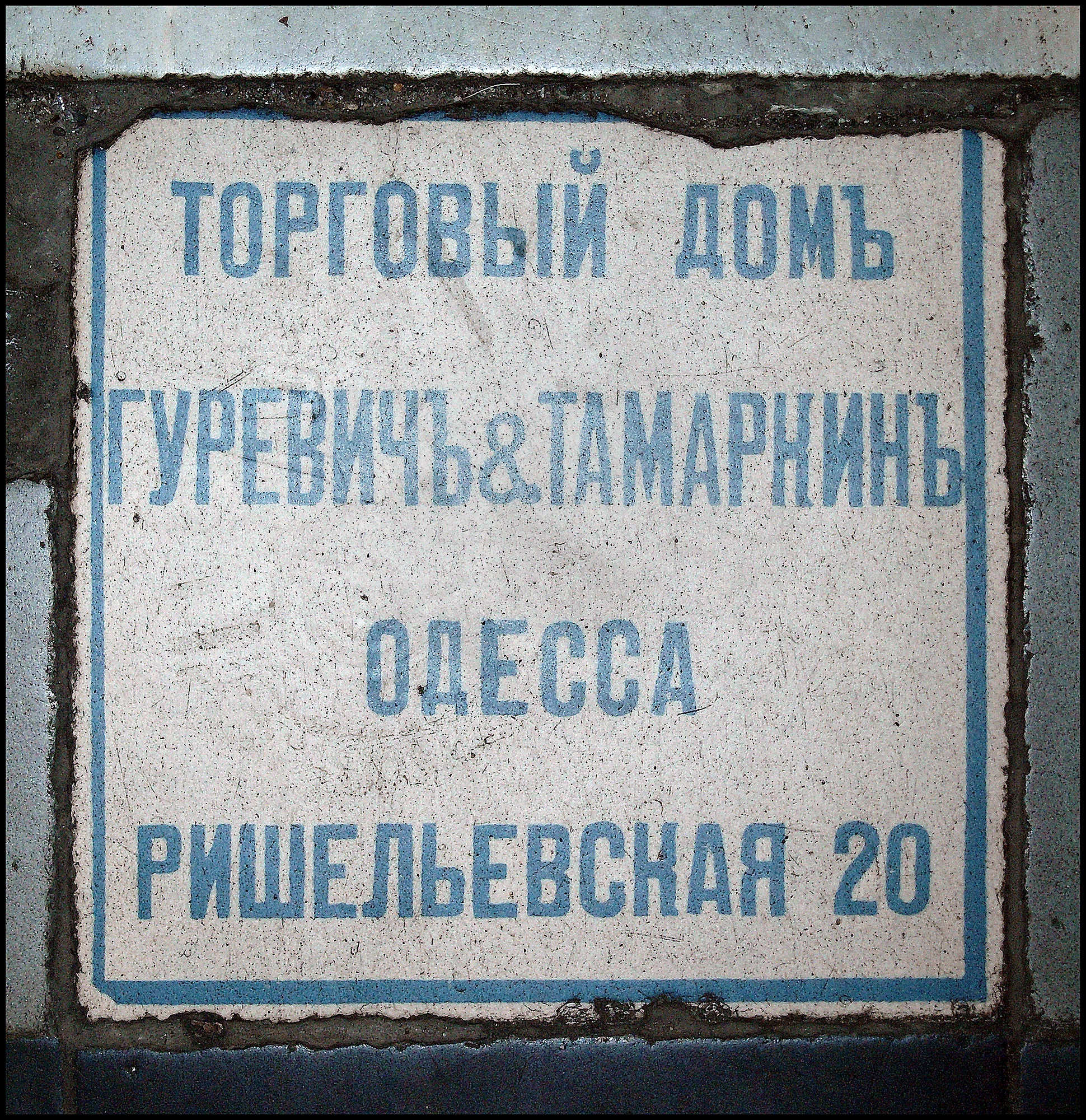
Кахля у вестибюлі готелю з вказанням гуртовиків-постачальників — торговий дім "Гуревич і Тамаркін"